# 薩曼莎·克勞福德
薩曼莎·克勞福德（英語：Samantha Crawford，1995年2月18日—）是美國职业网球女运动员，2014年轉職業。她的WTA生涯最高單打排名為第98（2016年7月11日）。

## 外部連結
- 薩曼莎·克勞福德的国际女子网球协会官方資料（英文）
- 薩曼莎·克勞福德的國際網球總會 職業／青少年 官方資料（英文）
- Fed Cup - Player profile - Samantha Crawford (USA) （页面存档备份，存于）